# Zrínyi Katonai Kiadó
A Zrínyi Katonai Kiadó a Honvédelmi Minisztérium kiadója. 1951-ben Honvéd Kiadó Intézet néven hozták létre.

## A kiadóról
Az volt a feladata, hogy a hadseregben folyó képzést, a politikai és felvilágosító munkát segítse kiadványaival. Az évek alatt többször váltott nevet: 1955-től 1957-ig Katonai Kiadó volt, majd Zrínyi Katonai Kiadó lett. A kiadó tevékenység lépésről lépésre növekedett. Alapvetően a szocialista hadtudomány eredményeinek, munkáinak és harci tapasztalatainak közreadása volt a cél. A 60-as évektől a magyar katonai írók munkáinak közzététele mellett, elkezdtek kiadni sorozatokat, kézikönyveket, szótárakat, lexikonokat, katonai vonatkozású szépirodalmi műveket.
A kiadó ma is töretlenül működik, a Honvédelmi Minisztérium alatt, neve HM (Honvédelmi Minisztérium) Zrínyi Kht.–Zrínyi Kiadó, a magyar könyvkiadás igényes műhelyeként hadtudományi, hadtörténelmi, biztonság- és katonapolitikai, illetve haditechnikai témájú műveket kínál az olvasónak, köztük a Nagy csaták és a Hősgaléria című sikeres sorozatok legújabb köteteit, haditechnikai szakkönyveket és reprezentatív fotóalbumokat. A Honvédelmi Minisztérium honlapján keresztül elérhető a Zrínyi Kiadó legújabb kiadványai, és a Honvédelmi Magazin is, ami ehhez hasonló témákat feszeget.

## Kiadványok

### Műfajok szerint
- Kézikönyvek
- Forráskiadványok
- Bibliográfiák
- Monográfiák
- Regények
- Novellák
- Versek
- Ismeretterjesztő művek

### Témák szerint
- Hadtudományi és ismeretterjesztő művek
- Szépirodalmi jellegű riportok, dokumentum jellegű összeállítások és memoárok
- Agitációs és propagandaanyag
- Hadtörténelem, harcászat
- Katonai vezetés, hadművészet
- Hadtechnika
- Lapok és folyóiratok (Néphadsereg, Igaz Szó, Honvéd Sport, Polgári Védelem, Honvédségi Szemle, Honvédorvos, Hadtörténeti Közlemények, Hadtechnikai Szemle, Honvédségi Közlöny).

### Sorozatai
Beau, Célgömb, Titkos dosszié, Biztonság a XXI. században, Hősgaléria, Fegyver a munkáskézben, Katonai nevelés, Katonapolitika fiataloknak, Győzelem könyvtára, Hadtudomány klasszikusai, A katonai vezetés korszerű kérdései, Minikönyvek, Haditechnika fiataloknak, Tisztek könyvtára, Reflektor, Nagy csaták.

## A Szép Magyar Könyv versenyben díjazott könyvek
- A hadművészet ókori klasszikusai
- A nagy honvédő háború története
- A szovjet fegyveres erők 50 éve
- Harcászat 64 mezőn
- A vörös hadsereg naplója 1919
- Magyarország felszabadítása
- Zrínyi Miklós hadtudományi munkái
- A 15 aradi vértanú
- A második világháború története

## Széchenyi-ösztöndíjat kapott könyvek
- A magyar katonai felsőoktatás története 1947–1956
- A Zrínyi Miklós Katonai Akadémia története 1955–1960
- A Zrínyi Miklós Katonai Akadémia története: 1961–1969

## Igazgatók
- 1971-ben Bedő László
- 1980-ig Bolgár Imre
- 1981 Szabó Egon
- 1982-86 Vágó Sándorné
- 1987-89 Benkő István
- 1989-90 Grasselly István
- 1991-94 Fejér Dénes
- 1995-99 Eszes Máté
- 2000-04 Keszte Gábor
- 2005 Dávid Ferenc
- 2006-2008 Farkas Tamás
- 2009-2010 György Géza

## Külső hivatkozások
- Honvedelem.hu